# German Garrigues Hernández
Blahoslavený German Garrigues Hernández, OFMCap. (12. února 1895, Carcagente – 9. srpna 1936 tamtéž) byl španělský římskokatolický duchovní a člen kapucínského řádu. Stal se obětí pronásledování katolíků za občanské války ve Španělsku. Katolickou církví je uctíván jako blahoslavený mučedník.

## Život
Pocházel z početné rodiny manželů Juana Bautisty Garrigues a jeho manželky Anny Marie, rozené Hernandez. Pokřtěn byl hned v den narození jménem Jorge Maria. Z této rodiny vzešli ještě dva jiní členové kapucínského řádu. Studoval v kapucínském malém semináři a 13. ledna 1911 do kapucínského řádu vstoupil. Dostal řeholní jméno German. Dne 15. srpna 1912 složil časné sliby a 18. prosince 1917 sliby věčné. Kněžské svěcení přijal z rukou biskupa Ramóna Plaza y Blanco 9. února 1919. Následně začal působit jako učitel řádového dorostu a asistent novicmistra. Duchovně také pečoval o nemocné a byl katechetou. Měl velkou péči o chudé a měl pověst řeholníka skromného, trpělivého, veselého a pokorného. Po vypuknutí pronásledování katolíků za občanské války žil nějaký čas ve Valencii a následně se ukryl u svých příbuzných v rodné obci. Tváří v tvář nebezpečí zabití říkal:
„Jestliže Bůh chce, abych se stal mučedníkem, dá mi také sílu mučednictví přijmout.“
Byl zatčen 9. srpna 1936 a byl převezen do štábu komunistické strany. V noci z 9. na 10. srpen byl v rodné obci zastřelen. Před exekucí řekl svým katům, že jim odpouští. Pochován byl na místním hřbitově. Jeho ostatky byly 15. prosince 1940 exhumovány a uloženy na novém hřbitově. Později byly přeneseny do kaple Kapucínských mučedníků v klášteře v Massamagrellu.

## Proces blahořečení
Informativní proces, potřebný pro beatifikaci, proběhl ve Valencii v letech 1957–1959. Beatifikován byl papežem sv. Janem Pavlem II. v první skupině kapucínských mučedníků ze španělské občanské války z let 1936–1939 dne 11. března 2001. Jeho liturgická památka je slavena samostatně 9. srpna a zároveň 22. září ve skupině s ostatními mučedníky z občanské války. Zvláštní úctě se těší ve valencijské arcidiecézi.